# Suzanne Wasserman
Suzanne Wasserman, née le 26 mai 1957 à Chicago et morte le 26 juin 2017 à Manhattan, est une historienne, professeur, écrivain et réalisatrice. Outre son mandat de directrice du Gotham Center for New York City history, elle était également connue pour son premier film, achevé en 2003, Thunder in Guyana, qu'elle a écrit, produit et réalisé. Ce film retrace la vie de la cousine germaine de sa mère, Janet Jagan, présidente du Guyana de 1997 à 1999.

## Filmographie
- 2003 : Thunder in Guyana[2]
- Sweatshop Cinderella[1]
- Brooklyn Among the Ruins[1]
- Meat Hooked![1]